# Englewood, Ohio
Englewood là một thành phố thuộc quận Montgomery, tiểu bang Ohio, Hoa Kỳ. Năm 2010, dân số của thành phố này là 13465 người.

## Dân số
- Dân số năm 2000: 12235 người.
- Dân số năm 2010: 13465 người.